# Perrottetia alpestris
Perrottetia alpestris är en tvåhjärtbladig växtart. Perrottetia alpestris ingår i släktet Perrottetia och familjen Dipentodontaceae.

## Underarter
Arten delas in i följande underarter:
- P. a. alpestris
- P. a. moluccana
- P. a. philippinensis